# Vysoká nad Labem
Vysoká nad Labem (německy Wissoka an der Elbe) je obec v okrese Hradec Králové v Královéhradeckém kraji. Leží na jižním okraji Hradce Králové, něco přes šest kilometrů od jeho centra. Žije zde přibližně 1 800 obyvatel.

## Geografie
Od severu a východu je chráněna kopci, porostlými borovými lesy, které se nazývají: Na křemenách (231), Panský kopec (253), Homolatý kopec (279). Na jihu a na západě je se rozkládá krásná rovina s duby, buky, jilmy, topoly a proutnicemi při březích Labe. Na západ od vsi u řeky stávala převozníkova chýše. Protože je obec ze tří čtvrtin znovu vystavěna, nenacházejí se zde rázovité, dřevěné chalupy jako jinde. Jediná chalupa Antonína Tichého (č. 51), nesoucí nápis z roku 1803, je pamětníkem starších dob, pak č. 10 s pěknou lomenicí a č. 65 s „vejměnickou“ světničkou.
Dříve zde býval na severní straně vesnice dosti velký rybník, který byl změněn v role (dnes se zde říká Na rybníce), jímž protéká Živá strouha, spojující se na návsi s hlavním výtokem vodovodu. Dle patrných hrází, které jsou dodnes patrné, bývalo zde rybníků více. Nejbližší potok je Nohavecký, sbírající vodní prameny v lese Nohávka a pod Homolatým ve Vysockém revíru.
Lesy na severní a východní straně se nazývají: Na pískách, Viničný, Šutrovník, Stará paseka, Dubinka, Venclávka, Nohávka, Jásánka, Bergmeistr, Vrchboř, Borkovník, Příseka, Pod Homolatým, Obecní. Když bylo rozděleno komorní Pardubické panství, připadla Vysoká i se splavem na Labi k Dašicům, a s ní i okolní lesy s myslivnou a 5 hájovnami.

## Historie

### Nejstarší dějiny
V době kamenné se zde nacházelo spousta močálů. První písemná zmínka o vsi se objevuje roku 1073 ve výčtu majetku, jímž Vratislav II. obdařil tehdy založený Opatovický klášter (villam … Uizocâ dictam, tj. „ves řečenou Vysoká“). Stejné stáří mají Osice, Osičky, Libčany a Lodín.
Název obce je odvozen od její polohy. Pověst vypravuje, že na kopci zvaném „Podzámčí“, severně od dnešní vesnice Vysoké, býval v dávné době pán dobrotivý, který kolem roku 1080 daroval les jižně od hradu rozložený několika svým věrným, založil tam dřevěnou tvrz, která byla nazvána Vysoká, protože ležela vysoko nad Labem. Tato tvrz byla připomínána ještě v roce 1237. S novou tvrzí vznikla i nynější vesnice v místech nazvaných „Nad Labem“. V těchto časech zde bylo asi jen šest selských statků. V pozdější době daroval jakýsi Lhota z Hradce nedaleký, východně od tvrze Vysoké ležící kopec „Milíř“ (283 m) i s okolními pozemky svým lidem, kteří tu pálili dřevěné uhlí, a od nich pak kopec podobný uhlířskému milíři dostal název. Později byl osázen ovocnými stromy. Uhlíři, kteří tu bydleli asi v sedmi barácích na rozkopaném temeni kopce, nazývali svoji obec po někdejším pánu toho kopce a okolních lánů „Lhotou“. Později byla „Lhota“ spojena s blízkými statky „Nad Labem“ v jedinou obec. V českém archivu (díl XVII.) se píše, že dvůr ve Vysoké měl více než 150 korců rolí (1 lán = asi 60 korců), mimo toho louky, lesy aj. Šlo o vladycký dvůr a k roku 1454 je doložen vladycký rod Prokopa Lišky z Vysoké, úředníka a pak správce panství Pardubického, který pak držel v době od roku1465 až do roku 1490 zástavou Svítkovské zboží se dvorem ve Vysoké. Tento dvůr pak asi zanikl, byl zřejmě rozdělen.
Obyvatelé se živili rolnictvím, ačkoli ve vsi byla zastoupena některá řemesla, zvláště perleťářství. Dříve se zde pěstovala více pšenice a cukrová řepa. A kromě brambor, jetelů a jiných plodin také len a čekanka, s nimiž místní obyvatelé jezdívali odtud na trh do Hradce Králové, někdy také do Pardubic. Robota byla ve Vysoké zavedena v roce 1404 (zrušena byla až v roce 1848). Roční robota potažní byla 4 dny a 16 dní roboty ruční. Vysocká silnice byla tzv. Vídeňská, neboť po ní jezdili potažní robotníci do Vídně.

### Husitské války
Vysoká se stala poměrně známou v husitských válkách. Dne 7. listopadu roku 1436 u vesnice na Malém Chválenském kopci, se na poli jemuž se říká „Hřbitůvek“,  strhla tzv. bitva u Vysoké, ve které byl zabit proslulý rytíř, státník a válečník Vilém Kostka z Postupic. Přitáhl sem proti Hradci z císařova rozkazu s panem Janem Pardusem z Vrátkova z jedné strany a současně Diviš z Miletínka ze strany druhé. Kostka se s vojskem a vozy usídlil mezi Velkým a Malým Chválenským kopcem. Diviš ležel v Plačicích vzdálených hodinu pěšky od Hradce Králové. Za prvního soumraku se v noci vypravil pěšky hejtman hradecký, rytíř Zdislav Mnich z Roudnice se svými žoldnéři z města, přepadli tábor Divišův, zapálili jeho boudy a udeřili do vozů. Diviš zapálil Plačice a utekl na Kunětickou horu, ale Vilém Kostka s mnohými svými byl zabit. Ostatní byli rozprášeni. V místě tohoto boje východně od silnice k Hradci je Kalousovo pole zvané „Na hřbitůvku“, kde je pochováno mnoho vojáků. Zde byly nalezeny: v potokách tenký meč 1 m dlouhý (v pardubickém museu), pak kusy podkov a brnění a některé stříbrné peníze.
O rok později, okolo sv. Havla (16. října), sebral jistý Čert, služebník Parduse z Vrátkova a přátelé kněze Ambrože vojáky, a pokusili se o dobytí Hradce Králové. Byli však od hradeckých přemoženi, a na útěku bezpochyby utonulo v Labi na brodě proti Vysoké 23 vojáků, mezi kterými se nacházel i ten zmíněný Čert. Hradečtí několik utonulých a nahých těl přivezli do města, a na občinách za mosty je pochovali. Sám Pardus bojoval pak na Moravě u Litovle, kde byl zajat a následně uvězněn v Rakousku.

### Součást pardubického panství
Jako část pardubického zboží sdílela Vysoká jeho osudy. Roku 1464 získal celé panství pardubické král Jiří z Poděbrad, který je 5. dubna 1465 převedl na své syny, knížata minsterberská Viktorina, Jindřicha a Hynka. Postoupil jim také klášterské vesnice: Březhrad, Stěžery, Vysokou, Roudničku a les Křivec. V letech 1515 až 1536 byla Vysoká ale pravděpodobně v držení jinde, snad patřila hradeckým.
Roku 1535 uzavřel Jan z Perštejna s hradeckými měšťany smlouvu o platech, desátcích a jiných povinnostech. Jan z Perštejna, jakožto podací pán tohoto opatovského záduší, pak ale všechny poplatky, desátky a povinnosti lidí ve Vysoké a Roudničce přenesl na žádost měšťana Lukáše Formana ke kostelíku, který tento měšťan vystavěl roku 1521 s pomocí hradeckých pánů k uctění památky mistra Jana Husa. Opatovskému záduší připadlo k budoucímu užívání tři pruty luk po Labi nad Opatovicemi. Severně od Vysoké na kopci, řečeném Zámeček, se podle onoho kostelíka nyní říká prostě „U svatého Jana“. Sem také chodívala na církevní bohoslužby vysocká mládež. Učitel, jenž tu konal podobně jako novohradecký učitel, službu ředitele kůru, dostával „štolu“ z Vysoké a Roudničky. Na velkém zvonu starého kostelíčka jsou vysekána jména „Mistr“ a „Hus“, pořízen byl roku 1583 za vysockého rychtáře Pavla Zběhlíka (na abolačním kontraktu je podepsán za obec Jiří Švagerka).
Pardubické panství bylo rozděleno na rychty a ke každé rychtě bylo přiděleno několik vesnic, ale z urbáře z roku 1563 není známo, kde které rychtě patřila obec Vysoká, která v té době měla 1047 korců polí. Ves Vysoká byla poměrně veliká, v roce 1563 měla 35 lidí osedlých, kdežto Opatovice, kde byl klášter a také dvůr, v témže roce jen 21 osedlých (v roce 1515 měly Opatovice 20 osedlých, počet ve vsi Vysoké v tomto roce nelze zjistit). Platy či ouroky byly odváděny dvakrát do roka: o sv. Jiří (24. dubna) a o sv. Havlu (16. října). Urbář z roku 1588 zaznamenává, že Vysoká dosud nemá rychty, a v tom roce náleží k rychtě Dřítečské, která navíc obsáhla Rokytno, Dražkov, Bukovina, Borek, Oujezd a Bohumileč. Urbář z roku 1617 zaznamenává, že Vysoká má již rychtu. Rychta vysocká obsáhla obce: Vysoká, Borek a Oujezd a v celém jejím obvodu bylo 60 lidí osedlých. V roce 1651 pak k rychtě patřily vesnice Vysoká, Bukovina a Borek. V této době byla v obci jedna vejsadní krčma.
Po třicetileté válce bylo z 36 gruntů 22 pustých a srovnaných se zemí a hospodáři obdělávali ze svých rolí jen malou část, největší část rolí nechávali ležeti ladem a úhorem. Byl nedostatek dobytka, nedostatek pracovních sil, obdělávání rolí bylo nedokonalé, sklizeň nedostatečná. Zpustošení usedlostí sahá nejvíce k roku 1637 a bylo způsobeno rakouskými sbory generála Hatzfelda, Švédové přitáhli do zdejší krajiny poprvé roku 1639, pak v letech 1643 a 1645. Zápisy o prodejích ale znějí, že „jsou ten grunt příčinou skoupení jeho od lidu vojenského k spuštění přiveden za ta léta 1637–1640, není (na splátky, na dluhy) položeno nic.“

### Novější dějiny

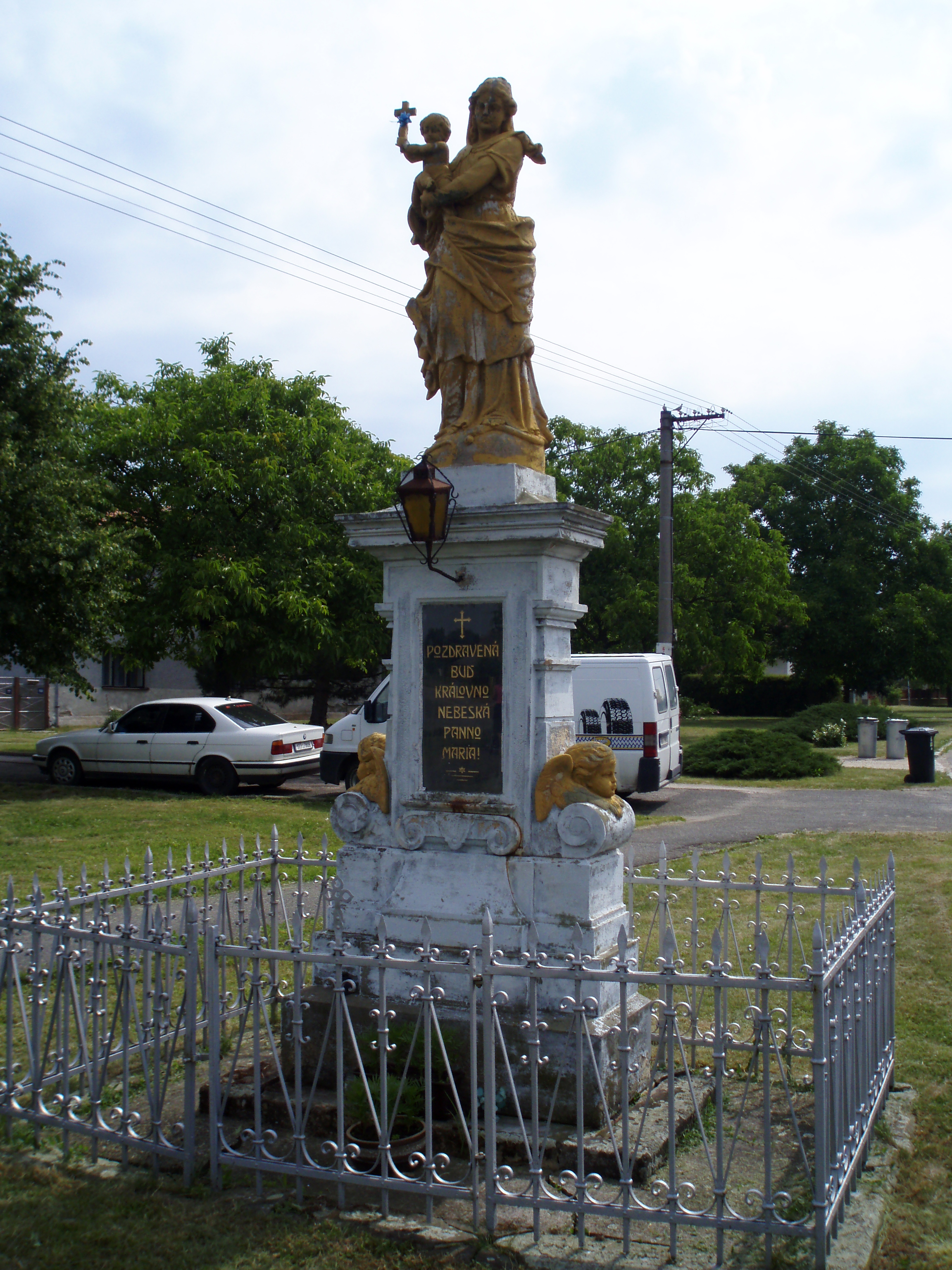
Socha Panny Marie na návsi

Roku 1783 obnoven splav a v roce 1798 byla postavena dřevěná škola, přičemž 25 let učil děti švec Štěrba. Až roku 1869 byla postavena zděná škola (zrušena roku 1981). K místní farnosti tehdy náležely: Nový Hradec Králové, Svatojánský Kopec, Lhota pod Strání, Třebeš, Kluky, Roudnička, Vysoká nad Labem. Čítala 4704 katolíků, 37 lidí jiného vyznání, a patronem bylo město Hradec Králové. Z pardubického hejtmanství náležela k této farnosti pouze Vysoká nad Labem (tehdy ještě patřila pod Pardubice).
Ve vysockých kronikách z 19. století je zaznamenáno, že Vysokou od roku 1841 do roku 1895 postihlo 34 požárů. Roku 1854 byly zasazeny na oslavu zasnoubení císaře Františka Josefa I. stromky. Roku 1874 byla postavena nová zvonička. Téhož roku dne 8. listopadu bylo u zdejší myslivny provoláno halali o honu, jehož se zúčastnili rakouský císař spolu s císařovnou, a na tomto místě byl pak postaven památník. V roce 1875 byl postaven proti škole nový kříž, v roce 1883 byl zbudován most, roku 1886 byl založen spolek hasičů a roku 1887 byl vystavěn obecní dům na místě kapličky sv. Jana a dávného válečného pohřebiště a zřízen za 1200 zl. vodovod., jež vyměřil Ing. Staněk z Hradce Králové. Roku 1888 byl osázen kopec Milíř ovocným stromovím – 1200 kusů. Roku 1899 byl ve Vysoké nad Labem zřízen hřbitov. Roku 1905 zde byla založena kampelička. Roku 1921 byl u školy, kde je uložená schránka, postaven pomník „Svobody“. Roku 1922 založen „Sokol“, roku 1922 zavedena elektrika, o rok později vybudována silnice a roku 1931 zaveden telefon.
Roku 1945 Vysokou procházely transporty zajatců. Dva z nich umřeli ve stodolách a jsou pochováni zde na hřbitově. 1. května byla vyvražděna rodina Kašparova. 7. května byla Vysoká obklíčena Němci a popraveni byli Antonín Krám, Jan Dvořák, Josef Krpata a 6 ruských vojáků. Josef Trojan byl zastřelen na poli. Pohřeb popravených se konal 10. května 1945. Pomník popraveným u myslivny byl pak odhalen 1. června 1947. Roku 1951 byla Vysoká připojena k Hradci Králové. V 50. letech docházelo k politickým procesům, ze zdejší obce byli roku 1955 odsouzeni: František Koblížek – odsouzen na 6 let, Josef Vraný – odsouzen byl na 8 let, Josef Červinka – odsouzen byl na 6 let, František Karel – nebyl odsouzen, ale zemřel ve věznici. Rodiny těchto občanů byly vystěhovány. V roce 1967 se začal budovat vodovod. V roce 1985 byl proveden zemní vrt: je zde do 1 m ornice, do 20 m opuka drcená, do 520 m prachovec a do 700 m žula.
V roce 1993 začala výstavba „Kapličky“, nákladem obce asi 650 000 Kč. Otevřena byla 17. října 1993. Téhož dne byla také odhalena pamětní deska parašutistům, kteří zde 3. dubna 1944 seskočili. Pararoj se jmenoval „Barium“ a vysílačka „Marta“. Na pamětní desce je napsáno: „Kdo nechce a neumí za svou vlast bojovat a bojí se pro ni umírat, nemá právo žít.“

## Obyvatelstvo
Státní statistický úřad v Praze uvádí, že v obci Vysoká nad Labem o rozloze 1533 ha v okrese Pardubice, bylo k 22. květnu 1947 sečteno 671 přítomných obyvatel.
| Rok            | 1869 | 1880 | 1890 | 1900 | 1910 | 1921 | 1930 | 1950 | 1961 | 1970 | 1980 | 1991 | 2001 | 2011  | 2021  |
| -------------- | ---- | ---- | ---- | ---- | ---- | ---- | ---- | ---- | ---- | ---- | ---- | ---- | ---- | ----- | ----- |
| Počet obyvatel | 785  | 907  | 919  | 860  | 795  | 758  | 737  | 619  | 619  | 636  | 645  | 617  | 645  | 1 293 | 1 794 |
| Počet domů     | 100  | 111  | 113  | 120  | 126  | 132  | 141  | 166  | 159  | 155  | 158  | 187  | 197  | 379   | 540   |

## Obecní správa

### Územní příslušnost
- k 1. lednu 1948 patří obec Vysoká nad Labem do správního okresu Pardubice, soudní okres Pardubice, poštovní úřad a stanice sboru národní bezpečnosti v Opatovicích nad Labem, železniční stanice a nákladiště Pohřebačka - Opatovice nad Labem[7]
- k 1. únoru 1949 patří obec Vysoká nad Labem do okresu Pardubice, poštovní úřad Opatovice nad Labem[4]
- k 1. lednu 1950 patří obec Vysoká nad Labem do okresu Pardubice, kraj Pardubický, matriční úřad Místního národního výboru Dříteč[8]
- k 1. lednu 1951 patří obec Vysoká nad Labem do okresu Hradec Králové, kraj Hradecký[9]
- k 1. červenci 1952 patří obec Vysoká nad Labem do okresu Hradec Králové, kraj Hradecký, matriční úřad Městského národního výboru Hradec Králové[10]
- k 1. červenci 1960 patří obec Vysoká nad Labem do okresu Hradec Králové, kraj Východočeský[11][12]

### Obecní symboly
Znak a vlajka byly obci uděleny rozhodnutím předsedy Poslanecké sněmovny Parlamentu České republiky dne 11. dubna 2008. Znak a vlajka mají stejné vyobrazení. Opatskou berlu umístěnou napříč znakem (vlajkou) na znamení, že Vysoká kdysi patřila k opatovickému klášteru, kdy ji král Vratislav II. dal obec opatovickým řeholníkům k výživě roku 1086. Řeku Labe (modrá barva), která protéká obcí, lesy lemující Vysokou (zelená barva). Zvlněný pruh značí vodu z Opatovického jezu, bílá symbolizuje vznikající peřeje na jezu. Černá barva značí dubové dřevo, ze kterého byl postaven původní jez (nyní je kamenný), a dřevěné uhlí, které se kdysi pálívalo v lesích okolo obce.

## Doprava
Do obce zajíždí MHD linky 18 a 20 z blízkého Hradce Králové. Vesnicí také prochází „stará“ silnice spojující Hradec Králové a Pardubice. Do Vysoké vede též odbočka z Hradubické cyklostezky, která cyklistům při jízdě do krajského města umožňuje vyhnout se rušné silnici s automobilovou dopravou.

### Železnice
Při výstavbě železniční tratě Hradec Králové – Pardubice, bylo uvažováno o výstavbě kolejí na levém břehu Labe. Nakonec zvítězil návrh na výstavbu na pravém břehu řeky. Bylo to z důvodů možnosti postavení přímějšího směru, a rovnějšího terénu.